# Xã White Eagle, Quận Conway, Arkansas
Xã White Eagle (tiếng Anh: White Eagle Township) là một xã thuộc quận Conway, tiểu bang Arkansas, Hoa Kỳ. Năm 2010, dân số của xã này là 50 người.